# Дълхе над Цирохоу
Дълхе над Цирохоу (на словашки: Dlhé nad Cirochou) е село в източна Словакия, в Прешовски край, в окръг Снина. Според Статистическа служба на Словашката република към 31 декември 2021 г. селото има 1867 жители.

## География
Разположено е на 183 m надморска височина, над река Цирохоу, на ок. 8 km западно от Снина. Площта му е 7,3 km².

## История
Селище споменат за първи път през 1324 г.

## Население

### Демография
Населението на Дълхе над Цирохоу по официални данни е 2018 жители (2013 г.), от които 1029 са мъже, а 1001 са жени. Гъстотата на населението е 76,7 д./km². В предварително трудоспособна възраст (0–14) е 320 души; в трудоспособна възраст мъже (15–59) е 695 души, жени (15–55) е 565; в след трудоспособна възраст (+60 мъже, +55 жени) е 450 души. Общ естествен прирост на населението е -18.

### Националности и етнически групи
В Дълхе над Цирохоу 98,92% са словаци, 0,80% са роми, 0,09% са украинци, 0,05% са русини и унгарци.

### Вероизповеданията
Жителите 96,89% са римокатолици, 1,22% жители са гръцкокатолици, 0,61% атеисти, 0,33% евангелици и 0,19% православни.

## Политика
Кметът на селото е Ян Книж (Ján Kníž), представител на партията СМЕР. Номера на пощенската код е 067 82, а телефонен код е +421-57.

## Инфраструктура

### Социална инфраструктура
В селото има читалище, фитнес зала, футболно игрище, поща, аптека и магазин за хранителни стоки.

### Техническа инфраструктура
Селото има обществено водоснабдяване, канализация и газопреносната мрежа.

### Транспорт
Чрез селото минава републикански път 74. В селото има автобусна спирка.

## Личности
Родени в Дълхе над Цирохоу:
- Ян Томко – бивш енорийски свещеник.
- Ян Томаш — професор в Селскостопанския университет в Нитра.